# Silvester Pardo
Silvester Pardo (Burgos, ca. 1460 - Brugge, 9 februari 1537) was een in Brugge gevestigde Spaanse handelaar.

## Levensloop
Silvester Pardo kwam zich rond 1484, als eerste van de familie Pardo in Brugge vestigen in hoedanigheid van vertegenwoordiger van de Sociedas de Pardo, de handelszaak die in Burgos geleid werd door zijn ouders, Diego Pardo en Theresa Rodrigues de Cisneros. Hij werd lid en weldra consul van de Spaanse natie in Brugge. Hij trouwde in Brugge met Josine Lopez († Brugge 23 oktober 1540). Ze bewoonden een groot huis op het Oosterlingenplein en werden begraven in de Sint-Donaaskathedraal, in de Driekoningenkapel die ze in 1492 als grafkapel hadden aangekocht. Het is waarschijnlijk dat Silvester als schenker staat afgebeeld op de Aanbidding der koningen, anoniem Brugs schilderij, thans in het Groeningemuseum, dat oorspronkelijk in deze Driekoningenkapel hing.
Tijdens de jaren waarin hij in het Spaans kwartier leefde en werkte, woonde daar ook de humanist Juan Luis Vives (1492-1540)  en kwam Ignatius van Loyola in 1528, 29 en 30 er zijn vakantie doorbrengen. Er is geen materieel bewijs voorhanden, maar het mag niettemin als een zekerheid beschouwd worden dat Pardo ze, in zijn hoedanigheid van consul van de Spaanse natie, beiden heeft ontmoet.

## Kinderen
Het echtpaar Pardo-Lopez had minstens negen kinderen, onder wie zes die voortreffelijke huwelijken aangingen en drie die de geestelijke staat aannamen.
- Pieter Pardo († 1568) werd kanunnik van de Sint-Donaaskathedraal,
- Josine Pardo († 1526) trouwde met Ferdinand d’Acht of d’Ace,
- Diego Pardo († 1559) trouwde met Isabelle de Villegas,
- Barbara Pardo († 1548) trouwde met Juan de Matança († 1564),
- Silvester Pardo († 1558) trouwde met Adrienne de Pesquera,
- Catharina Pardo († 1580) trouwde met Juan Lopez Gallo, eerste baron van Male († 1571),
- Jan I Pardo (1507-1549) trouwde met achtereenvolgens Catharina van der Vlamincpoorte († 1540) en Godelieve de la Coste.
- Françoise Pardo (ca. 1500-1556) trad in 1520 in bij de zusters coletienen en werd abdis in 1546.
- Marie Pardo trad in 1522 in bij de coletienen.

De huwelijken brachten op hun beurt heel wat kinderen voort die eveneens vleiende huwelijken aangingen, zowel onder Spanjaarden als binnen de Brugse patriciërsfamilies. Gedurende verschillende eeuwen trof men nazaten van hen aan in de besturen van Brugge en het Brugse Vrije. Talrijke leden van de huidige Belgische adel, met inbegrip van koningin Mathilde van België (via Juan Lopez Gallo en Catharina Pardo), tellen het echtpaar Pardo-Lopez onder hun directe voorouders.

## Weldoener
Silvester Pardo trad op als weldoener. 
- In 1530 deed hij een schenking van 100 karolusgulden ‘s jaars aan het Annuntiatenklooster van de 7 Weedommen van Maria buiten de Ezelpoort.
- In 1531 schonk hij aan de stad Brugge 400 pond ter bestrijding van een hongersnood.
- In zijn testament deed hij aanzienlijke giften aan het klooster van de Augustijnen, het geestelijk centrum van de Spaanse natie in Brugge.

## Wereldlijke vader
Men mag aannemen dat Silvester Pardo vanaf ongeveer 1500, wellicht vanaf 1504 (na de dood van Margaretha van York) en ten laatste vanaf 1510 (na de dood van Margaretha van Borselen) tot aan zijn dood, 'vader' (soms geestelijke vader, soms wereldlijke vader genoemd) was van de Arme Claren Coletienen in Brugge. Dit betekende dat hij zich bekommerde om de materiële noden en belangen van het klooster. Hij werd in het klooster herdacht als een grote weldoener, die onder meer op zijn kosten een ziekenboeg had gebouwd.
Wereldlijke vader of niet, toen zijn jongste dochter in ditzelfde klooster wilde treden botste ze tegen de reglementen aan die voorschreven dat twee zussen niet in hetzelfde klooster mochten intreden. De religieuzen verzetten zich dan ook, met inbegrip van Françoise Pardo, van wie het memoriaalboek vermeldt dat ze liever de toorn van haar vader en moeder opliep dan de H. Regel te overtreden. De intrede van Marie werd derhalve geweigerd, hoezeer Pardo in zijn dubbele hoedanigheid van wereldlijke vader en weldoener ook aandrong. Hij gaf zich echter niet gewonnen en deed een rechtstreeks beroep op Keizer Karel V teneinde een uitzondering te bekomen. Het op 26 mei 1522 eigenhandig door de jonge keizer ondertekende verzoek tot dispensatie, berust in het oud archief van de Brugse Coletienen. Voor dit ‘eerbiedig verzoek’ dat uiteraard een bevel betekende, moest de regel wijken en werd Marie Pardo aanvaard. Françoise Pardo was van 1546 tot 1557 de tiende abdis van het klooster.
Silvester Pardo en zijn vrouw bleven tot 1537 wereldlijke vader en moeder van de Coletienen.